# Pseudopetrakia kambakkamensis
Pseudopetrakia kambakkamensis är en svampart som först beskrevs av Chirayathumadom Venkatachalier Subramanian, och fick sitt nu gällande namn av M.B. Ellis 1971. Pseudopetrakia kambakkamensis ingår i släktet Pseudopetrakia, divisionen sporsäcksvampar och riket svampar.   Inga underarter finns listade i Catalogue of Life.